# Уральско-Гурьевская операция
Уральско-гурьевская операция (2 ноября 1919 — 10 января 1920) — наступательная операция войск Туркестанского фронта РККА с целью разгрома Русской Уральской армии, занятия Уральской области и Эмбенского нефтеносного района.

## Предыстория
К середине сентября 1919 года в результате разгрома колчаковской Южной армии в Актюбинской операции Уральская армия генерала В. С. Толстова и взаимодействующие с ней войска Западного отделения Алаш-орды были отрезаны войсками Туркестанского фронта от главных сил войск Колчака.

## Расстановка сил
В состав Туркестанского фронта (командующий М. В. Фрунзе, члены РВС — В. В. Куйбышев, Ш. З. Элиава, с 13 декабря А. М. Дьяконов) входили 1-я, 4-я и до 14 октября 11-я армия.
Против казахской армии Алаш-Орды (около 9 тысяч штыков, 8,6 тысяч сабель, 36 орудий, 80 пулемётов) действовала часть сил 11-й армии (2,5 тысяч штыков, 1,5 тысяч сабель, 16 орудий, 100 пулемётов), основные силы которой (4,4 тысяч штыков, 800 сабель, 16 орудий, 96 пулемётов) обороняли Астрахань от деникинских войск.
Войскам Уральской белоказачей армии (1-й Уральский и 11-й Илецкий корпуса, свыше 4 тысяч штыков, 10,5 тысяч сабель, 45 орудий, 150 пулемётов) противостояли:
1) на Севере — 4-я армия (25 стрелковая дивизия, бригада 40-й стрелковой дивизии и 2 бригады 47-й стрелковой дивизии, Киргизская (казахская) кавалерийская бригада; всего около 15 тысяч штыков, 2,2 тысяч сабель, около 70 орудий, 270 пулемётов)
2) и на Северо-Востоке - войска правого крыла 1-й армии (2 бригады 49-й стрелковой дивизии, бригада 3-й Туркестанской кавалерийской дивизии, 436-й стрелковый полк; всего 4,6 тысяч штыков, 1,5 тысяч сабель, около 15 орудий, 120 пулемётов), основные силы которой наступали вдоль Ташкентской железной дороги на Юго-Востоке.
Войска белых имели превосходство в коннице, что позволяло им в условиях степного ландшафта успешно вести оборону на широком фронте (до 1300 км) и переходить на отдельных направлениях в наступление.

## Планы сторон
Белогвардейское командование планировало наступление Уральской армии на Уральск, Самару и войск Алаш-Орды на Астрахань, имеющее цель отвлечь резервы Красной армии с курско-орловского и царицынского направлений, где деникинские войска достигли значительного успеха.
Первоначальный замысел командования Туркестанского фронта РККА, по директиве от 15 сентября, предусматривал: сковывая 11-й армией войска Алаш-орды, нанести силами 4-й армии (командующий В. С. Лазаревич, с 8 октября Г. К. Восканов) и правого крыла 1-й армии (командующий Г. В. Зиновьев) удары в общем направлении на Лбищенск, отбросить Уральскую армию в степи, а затем разгромить.

## Ход операции

### Начало операции. Изменение плана
Начавшееся 24 сентября 1919 г. наступление 4-й армии натолкнулось на упорное сопротивление противника.
4 октября Уральская армия начала активные действия, согласуя их с деникинской Кавказской армией, которая начала очередное наступление на Царицын.
Белоказаки прорвали фронт 4-й армии западнее и восточнее Уральска, перерезав железную дорогу Саратов — Уральск и Уральск — Оренбург и двумя конными отрядами (около 6 тысяч сабель) вышли в район Уральска.
Войска Уральского УР и рабочие отряды смогли защитить Уральск, а затем с помощью подошедших резервов войска 4-й и 1-й армий в ожесточенных встречных боях отбросили белых за Уральский тракт.
К 26 октября 1919 г. красные ликвидировали в своем тылу мелкие конные отряды противника и фронт был полностью восстановлен.
18 октября 1919 г. В. И. Ленин направил Фрунзе телеграмму, в которой указал на необходимость скорейшей ликвидации белоказаков, в том числе дипломатическими мерами и одновременно потребовал выделения части войск для усиления Южного фронта.
В соответствии с этим решением 11-я армия, в состав которой была добавлена 47-я стрелковая дивизия, была передана Юго-Восточному фронту.
М. В. Фрунзе путём перегруппировки сил создал в 4-й и 1-й армиях две ударные группы.
Для этого в 4-ю армию были переданы из 1-й армии 2 бригады 49-й стрелковой дивизии (7 полков) и Башкирская кавалерийская бригада, из которых была создана Илецкая ударная группа.
Части 25-й стрелковой дивизии Чапаева составили Уральскую ударную группу, а бригада 3-й Туркестанской кавалерийской дивизии и Татарский кавалерийский полк — конную группу 4-й армии.
Всего для действий против Уральской армии (5,2 тысяч штыков, 12 тысяч сабель, 65 орудий, 249 пулемётов) к началу ноября было сосредоточено 18,2 тысяч штыков, 3,5 тысяч сабель, 86 орудий, 365 пулемётов.
На направлениях главных ударов удалось создать почти 1,5-ное превосходство в живой силе и 2-ное в артиллерии и пулемётах.
По новому плану операции предусматривалось ударами Уральской группы на Лбищевск, Калмыково и Илецкой группы на Джамбейтинскую Ставку при содействии конной группы, наступавшей на укрепление Уильское (ныне п. Уил Актюбинской обл., О. Г. Ярошенко 02.06.2012), окружить и уничтожить главные силы Уральской армии, а затем развернуть последующее наступление на Гурьев.

### 2-й этап операции
2 ноября 1919 г. войска Туркестанского фронта фронта перешли в наступление.
14 ноября конная группа взяла укрепление Уильское.
Уральская группа 20 ноября заняла Лбищенск, а Илецкая группа, продвинувшись к озеру Челкар, заняла Джамбейтинскую Ставку.
Белоказаки отошли на Юг.
28 ноября Фрунзе поставил задачу на их преследование, создав для этого экспедиционные отряды, способные в условиях зимы и бездорожья к самостоятельным действиям в степи.
До 10 октября войска 4-й и 1-й армий закреплялись на занятых позициях, подтягивали тылы и создавали отряды преследования.
9 декабря, в соответствии с принятым СНК постановлением об амнистии белоказаков при условии добровольной сдачи, Фрунзе выступил с обращением «К уральскому казачеству», текст которого был широко распространён среди местного населения.
Это сыграло важную роль для успеха проводимой операции.
10 декабря 1919 г. войска Туркестанского фронта начали преследование противника.
11 декабря 1919 г. была занята станица Сломихинская, а к 17 декабря отряды преследования 25-й стрелковой дивизии вышли на рубеж Новая Казанка, Калмыково, отрезав Илецкому корпусу белых пути отхода и создав угрозу тылам казахских войск Алаш-Орды.
19 декабря 1919 г. правительство Алаш-Орды заявило о капитуляции своих войск.
22 декабря 1919 г. 25-я стрелковая дивизия заняла ст. Горская — последний опорным пункт белых на пути к Гурьеву.
Началась массовая сдача белоказаков в плен.
Штаб Уральской армии бежал в Гурьев, а затем на кораблях переправился в Красноводск.
Конные отряды 4-й армии, совершив за 3-е суток 150-километровый марш, 5 января 1920 г. взяли Гурьев.
4 января войска Илецкой и конной групп окружили между Калмыково и укреплением Уильское остатки Илецкого корпуса, которые сдались, командир корпуса генерал В. И. Акутин попал в плен и был расстрелян.
8 января конные отряды 4-й армии заняли Доссор, 10 января заняли устье реки Эмба.
Полное очищение территории Прикаспия от мелких групп белоказаков было завершено к концу февраля 1920 года.

### Гибель Уральской армии
Белая 6-я Илецкая дивизия, отступая к Волге через степь Букеевской Орды, практически полностью погибла от болезней, голода и от обстрелов преследовавших её красных частей.
Остатки белой Уральской армии (около 9 тысяч человек и до 6 тысяч гражданских беженцев) во главе с генералом Толстовым в крайне тяжёлых условиях в январе—марте 1920 отступали вдоль восточного побережья Каспия на Юг, в Форт-Александровский (ныне Форт-Шевченко Казахстана).
До места назначения дошло всего 2 тысячи человек.
Часть из них на кораблях Каспийской флотилии генерала Деникина была вывезена в Дагестан.
Другие были блокированы в форте 5 апреля десантом с кораблей Волжско-Каспийской флотилии красных.
Большинство казаков, поверив обещанию об амнистии, сдалась в плен.
162 уральских казака во главе с Толстовым дошли до Красноводска и 20 мая 1920 перебрались в Персию.

## Итоги
Уральско-гурьевская операция отличается своей продолжительностью (70 суток) и глубиной (около 500 км), сочетанием наступательных действий с оборонительными и оперативными паузами.
В результате операции войска Красной армии заняли Уральскую область и Эмбинский нефтеносный район (в Доссоре захвачено 12 миллионов пудов нефти), было ликвидировано белогвардейское Уральское казачье войско.
Освободившиеся войска РККА могли быть отправлены в Туркестан.